# Nili (Stadt)
Nili (Dari: نیلی) ist die Hauptstadt des Distrikts Nili und der Provinz Daikondi in Afghanistan. Die Stadt Nili liegt auf 2022 m Höhe. Der Flugplatz Nili befindet sich in unmittelbarer Nähe der Stadt. Die Wetterbedingungen im Winter sind sehr streng und die Stadt ist dann über Straßen schwierig zu erreichen.
Aufgrund der geografischen Unzugänglichkeit und der akuten Sicherheitsprobleme von Nili eröffneten die Vereinten Nationen erst im April 2007 ein Büro der UNAMA (Unterstützungsmission der Vereinten Nationen in Afghanistan) in Nili. Die Stadt liegt fast in der geographischen Mitte des Landes und der Region Hazaradschat. Die gesamte Bevölkerung des Bezirks und der Stadt besteht aus der Volksgruppe der Hazara.
Im Dezember 2008 wurde Azra Jafari von Präsident Hamid Karzai zur Bürgermeisterin von Nili ernannt und wurde damit die erste weibliche Bürgermeisterin Afghanistans.
Die Stadt Nili hat 17.946 Einwohner (Schätzung für 2015), und eine Gesamtfläche von 9.022 Hektar. Es gibt insgesamt 1.994 Wohnungen in der Stadt Nili.
Nili ist ein städtisches Dorf in Zentralafghanistan, in dem der größte Teil des Landes (98 %) nicht bebaut ist. Unfruchtbares Land hat den größten Anteil und macht 79 % der gesamten Landfläche aus. Es gibt nur 239 Hektar bebauter Landnutzung, davon sind 35 % Wohngebiete und 40 % unbebaute Grundstücke.